# Victor Pițurcă
Victor Pițurcă (Orodel, província de Dolj, Romania, 8 de maig de 1956) fou un futbolista romanès de la dècada de 1980 i entrenador de futbol.
Destacà com a jugador de Universitatea Craiova, Steaua i Racing Club de Lens. Fou internacional amb Romania entre 1985 i 1987.
Com a entrenador ha destacat a Steaua București, Universitatea Craiova, la selecció de Romania i a Al-Ittihad.

## Palmarès
Steaua Bucarest
- Lliga romanesa de futbol: 1985, 1986, 1987, 1988, 1989
- Copa romanesa de futbol: 1985, 1987, 1988, 1989
- Supercopa d'Europa de futbol: 1986
- Copa d'Europa de futbol: 1985-86

## Referències

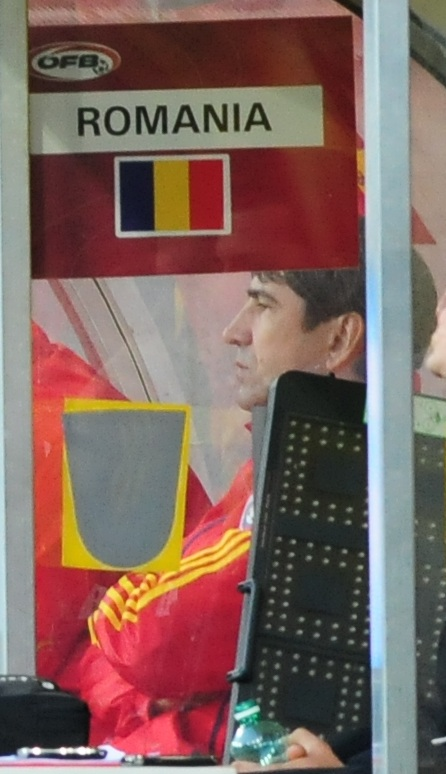
Victor Pițurcă seleccionador romanès.